# Myriad
Myriad – jednoelementowy bezszeryfowy krój pisma zaprojektowany w 1992 roku przez Carol Twombly i Roberta Slimbacha dla Adobe Systems. Nowa wersja kroju (wzbogacona m.in. o odmianę Extended) została przygotowana w 2000 roku przez Freda Brady’ego i Christophera Slye’a. Obecnie rodzina krojów zawiera wersje Condensed, Normal i Extended w pełnym zakresie grubości. Popularność kroju wzrosła wraz z wprowadzeniem fontu Myriad Pro w formacie OpenType, wzbogaconego m.in. o znaki greckie i cyrylicę. Myriad jest wykorzystywany m.in. w logotypach Gmail (trzy ostatnie litery), Linkedin, został też wybrany jako oficjalny krój firmy Visa, jednak największą popularność zyskał, zastępując Adobe Garamond w funkcji oficjalnego kroju Apple Inc. Krój Myriad Pro jest stosowany w oznakowaniu stałym infrastruktury pasażerskiej w Polskich Kolejach Państwowych (na tablicach z nazwami stacji, oznaczeniami peronów, wyjść itp.)